# Katoniela
Katoniela – powieść Ewy Madeyskiej, opublikowana 30 sierpnia 2007 przez Wydawnictwo Literackie.
Główną bohaterką powieści jest Aniela, kobieta "zniewolona przez ortodoksyjny katolicyzm", zmagająca się z codziennością. "Postanowiłam napisać tę książkę ze złości na zakłamane postawy niektórych katolików". Autorka unika jednak diagnozowania religijności Polaków. W 2008 roku powieść nominowano do Nagrody Literackiej „Nike”